# Torás
Torás è un comune spagnolo di 245 abitanti situato nella comunità autonoma Valenciana.